# کاوشگر ۱
کاوشگر ۱ نخستین پرتابه (موشک) فضایی ماهواره‌بر ایران است که مأموریت حمل ماهوارهٔ ایران به فضا را برعهده دارد و در ۱۵ بهمن ۱۳۸۶ پرتاب شد. کاوشگر ۱ نمونهٔ اولیهٔ ماهواره‌بر سفیر است و با ساخت و پرتاب آن، ایران نهمین کشوری است که توانمندی ارسال ماهواره به فضا را پیدا کرده‌است.

## ویژگی‌ها
پرتابهٔ کاوشگر ۱ موشکی دومرحله‌ای است؛ مرحلهٔ نخست موشک ۱۰۰ ثانیه پس از پرتاب از آن جدا شده، با چتر نجات به زمین فرود آمده‌است. مرحلهٔ دوم آن تا ارتفاع ۲۰۰ کیلومتری بالا رفته، پس از گردآوری و ذخیرهٔ داده‌های هواشناسی و امواج الکترومغناطیسی در مسیر خود، با چتر نجات بر زمین فرود آمده‌است. در تمام درازای پرواز، کاوشگر ۱ ارتباط خود را با مرکز کنترل حفظ کرده‌است.

## هدف
پرتاب کاوشگر ۱ یک مرحله از اقداماتی است که جهت انجام آزمایش‌های محیطی در شرایط کارکرد ماهوارهٔ امید انجام شد تا از این طریق مشخص شود که بخش حمل ماهواره به فضا را بر عهده دارد کار خود را به درستی انجام می‌دهد.
هدف از پرتاب کاوشگر ۱ آزمایش قرار دادن سنجش کارکرد مطلوب آن در حمل ماهواره و وضعیت زیر سیستم‌های ماهواره در شتاب بالا، شرایط دما و خلأ است.

## نتیجه
مدیر روابط عمومی سازمان فضایی ایران گفت: کاوشگر یک، شامل یک محمولهٔ زیرمداری است که سر موشک به هنگام بالا رفتن و قرارگرفتن در زیر مدار از موشک اصلی جدا می‌شود و پس از ۱۵ دقیقه به وسیلهٔ چتر نجات فرود می‌آید.
مدت زمانی که این محمولهٔ مداری در مدار قرار می‌گیرد، باعث می‌شود تا داده‌های لازم و مورد نیاز اعم از اتمسفر و آب و هوای جوی دریافت و به پایین منتقل شود.
در حال حاضر کاوشگر ۱ با موفقیت توانست پس از این زمان با اطلاعات لازم به سلامت فرود آید.

## فاصله از زمین و مدار
در طرح اولیه، کاوشگر یک نهایتاً میان ۲۰۰ تا ۲۵۰ کیلومتر از زمین فاصله خواهد گرفت. و ماهوارهٔ امید در فاصلهٔ ۳۷۷ کیلومتری زمین مستقر خواهد شد که این فاصله، نقطهٔ حضیض (حداقل) مدار است. مدار به شکل بیضوی است که سطحی از آن نزدیک به زمین و سطحی دیگر در ارتفاع دورتری از زمین قرار دارد.

## بازتاب پرتاب این ماهواره در رسانه‌ها
پرتاب این موشک بازتاب گسترده‌ای در میان رسانه‌های عربی داشت. ولی رسانه‌های ایران از بازتاب کم‌خبر پرتاب این ماهواره در رسانه‌های غربی خبر می‌دهند.
روی هم رفته ۴۳ کشور جهان صاحب ماهواره هستند که از این میان ۱۵ کشور در قارهٔ آسیا قرار دارند. ایران نهمین کشوری است که صاحب فناوری ارسال ماهواره به فضا می‌باشد. پیش از پرتاب این موشک، ایران پیش‌تر ماهواره‌ای با نام سینا را از طریق پایگاه روسی پـِلِسِتسک به فضا فرستاده بود و به باشگاه ماهواره‌داران پیوسته بود.